# Leichtathletik-Weltmeisterschaften 2022/Teilnehmer (Burkina Faso)
| Goldmedaillen | Silbermedaillen | Bronzemedaillen |
| ------------- | --------------- | --------------- |
| —             | 1               | —               |

Der Leichtathletikverband von Burkina Faso nahm an den Leichtathletik-Weltmeisterschaften 2022 in Eugene teil. Eine Athletin und ein Athlet wurden vom Verband nominiert.

## Medaillengewinner
| Medaille | Athlet               | Disziplin  |
| -------- | -------------------- | ---------- |
| Silber   | Hugues Fabrice Zango | Dreisprung |

## Ergebnisse

### Männer

#### Sprung/Wurf
| Athlet               | Disziplin  | Qualifikation | Qualifikation | Finale     | Finale |
| Athlet               | Disziplin  | Weite/Höhe    | Platz         | Weite/Höhe | Platz  |
| -------------------- | ---------- | ------------- | ------------- | ---------- | ------ |
| Hugues Fabrice Zango | Dreisprung | 17,15 m       | 02            | 17,55 m    | Silber |

### Frauen

#### Sprung/Wurf
| Athletin     | Disziplin  | Qualifikation | Qualifikation | Finale     | Finale |
| Athletin     | Disziplin  | Weite/Höhe    | Platz         | Weite/Höhe | Platz  |
| ------------ | ---------- | ------------- | ------------- | ---------- | ------ |
| Marthe Koala | Weitsprung | DNS           | DNS           | DNQ        | DNQ    |